# Live Without a Net
Pour les articles homonymes, voir Live Without a Net (homonymie).
Albums de Angel
Sinful
(1979) An Anthology
(1992)
Singles
1. 20th Century Foxes
Sortie : 1980

Live Without a Net est un album enregistré en public du groupe de glam rock / hard rock américain, Angel. Il est sorti en février 1980 sur le label Casablanca Records et a été produit par Eddie Leonetti.

## Historique
En 1980, Neil Bogart vend son label, Casablanca Records, à Polygram. Contractuellement le groupe doit encore un album à son label, et plutôt qu'un nouvel album studio, il décide de sortir en album live. L’enregistrement de deux concerts donnés en Californie en 1978 donne la matière à cet album. Ces deux concerts ont lieu, respectivement, à la Long Beach Arena de Long Beach (Californie), le 6 mai 1978, et au Civic Center de Santa Monica, le 27 juin 1978. Le titre 20th Century Foxes est enregistré le 27 décembre 1978 au Shrine Auditorium de Los Angeles. Ce live comprend un titre qui ne figure sur aucun album du groupe : la reprise de All the Young Dudes, une chanson écrite par David Bowie et popularisée par le groupe anglais, Mott the Hoople.
Cet album se classe à la 149e place du Billboard 200 aux États-Unis.
Après la sortie de cet album, le groupe se sépare de Toby Management pour se lier à Leber/Krebs, se débarrassant au passage de ses costumes blancs, histoire d'être pris enfin au sérieux. Malheureusement le groupe ne trouve pas de nouvelle maison de disque et se sépare peu de temps après. Cet album est donc le dernier (hors compilations) du groupe jusqu’à In the Beginning sorti en 1999.

## Liste des titres
Face 1
| No | Titre                                    | Auteur                                      | Durée |
| -- | ---------------------------------------- | ------------------------------------------- | ----- |
| 1. | The Tower                                | Frank DiMino, Gregg Giuffria, Punky Meadows | 4:58  |
| 2. | Can You Feel It                          | DiMino, Giuffria, Meadows                   | 4:10  |
| 3. | Don't Leave Me Lonely                    | DiMino, Barry Brandt                        | 3:55  |
| 4. | Telephone Exchange                       | DiMino, Giuffria, Meadows                   | 4:20  |
| 5. | I Ain't Gonna Eat Out Your Heart Anymore | Pam Sawyer, Lori Burton                     | 3:08  |

Face 2
| No | Titre              | Auteur                    | Durée |
| -- | ------------------ | ------------------------- | ----- |
| 6. | Over and Over      | DiMino, Giuffria, Meadows | 4:07  |
| 7. | Anyway You Want It | DiMino, Meadows           | 3:28  |
| 8. | On the Rocks       | DiMino, Giuffria, Meadows | 9:12  |
| 9. | Wild and Hot       | Meadows                   | 2:44  |

Face 3
| No  | Titre               | Auteur                    | Durée |
| --- | ------------------- | ------------------------- | ----- |
| 10. | All the Young Dudes | David Bowie               | 4:10  |
| 11. | Rock and Rollers    | DiMino, Giuffria, Meadows | 8:15  |
| 12. | White Lightning     | Meadows, Ralph Morman     | 8:35  |

Face 4
| No  | Titre                   | Auteur                    | Durée |
| --- | ----------------------- | ------------------------- | ----- |
| 13. | Hold Me Squeeze Me      | DiMino, Giuffria, Meadows | 3:40  |
| 14. | Got Love If You want It | DiMino, Giuffria, Meadows | 3:28  |
| 15. | Feeling Right           | DiMino, Giuffria, Meadows | 6:05  |
| 16. | 20th Century Foxes      | DiMino, Giuffria          | 4:25  |

## Musiciens
- Frank Dimino: chant
- Gregg Giuffria: claviers, synthétiseurs
- Punky Meadows: guitares
- Barry Brandt: batterie, percussions, chœurs
- Felix Robinson: basse, chœurs

## Charts
| Pays       | Durée du classement | Meilleur classement |
| ---------- | ------------------- | ------------------- |
| États-Unis | 4 semaines          | 149e                |